# باول بافلاك
باول بافلاك (مواليد 8 فبراير 1989) هو مُقاتل فنون قتالية مختلطة بولندي.

## وصلات خارجية
- باول بافلاك على موقع يو إف سي (الإنجليزية)
- باول بافلاك على موقع شيردوغ (الإنجليزية)
- باول بافلاك على موقع Tapology.com (الإنجليزية)
- باول بافلاك على موقع IMDb (الإنجليزية)